# بازی‌های پیشکسوتان آسیا و اقیانوسیه
بازی‌های پیشکسوتان آسیا و اقیانوسیه (به انگلیسی: Asia Pacific Masters Games) یک رویداد چندورزشی بین‌المللی منطقه ای است که شرکت کنندگانی از آسیا و اقیانوسیه در آن شرکت می کنند. این رقابت ها توسط انجمن بین‌المللی بازی‌های پیشکسوتان (IMGA) سازمان دهی و برگزار می شود. اولین دوره این بازی ها در ۷ تا ۱۵ سپتامبر ۲۰۱۸ (۱۶ تا ۲۴ شهریور ۱۳۹۷) در پنانگ مالزی برگزار می شود.

## دوره ها
| Edition | Year | Host       | Host    | Sports | Competitors | Motto            | Note  |
| Edition | Year | City/State | Country | Sports | Competitors | Motto            | Note  |
| ------- | ---- | ---------- | ------- | ------ | ----------- | ---------------- | ----- |
| ۱       | 2018 | پیننگ      | مالزی   | 21     |             | Beyond the Games | [ ۲ ] |
| 2       | TBD  | TBD        | TBD     | TBD    | TBD         | TBD              |       |